# 英雄大作戰
《英雄大作戰》（英語：Hero Fighter）是《小朋友齊打交系列》開發者王國鴻推出的2009年清版動作遊戲，與小朋友齊打交2一樣同屬「混戰型」遊戲。HF是一個單機遊戲，同時也是連線遊戲，同一處最多可以有四部電腦共十二人遊玩。作者聲稱 HF 的開發會以突破《小朋友齊打交2》為目標。HF 雖然跟小朋友齊打交2的關係密切，不少招式都有《小朋友齊打交2》角色招式的影子，但依據獨立性質應不會再出現《小朋友齊打交2》的角色。
HF 主要是web-based和flash技術制作，使用瀏覽器開啟網址即可以遊玩，作者亦另做了一個安裝版本，起初獨占電腦平台供用戶下載。由於網上流傳無敵版等侵犯遊戲版權導致作者失去收入，現時遊戲已暫時停止更新，並開發一款名為chickie bear的手機遊戲。最新版本為2012年11月18日發放的版本Version 0.7版。
2015年5月26日，HF移植到手機上，於6月推出《Hero Fighter X》（中文：英雄大作戰X)（下稱HFX）。HFX將會以手機遊戲形式登陸於Google Play Store及Apple App Store。作者小熊以Martial Studio Limited身份公開HFX宣傳片，遊戲開發接近7年時間，有7個遊戲模式（包括Training、Story、Mission、Duel、Battle、Team Fight、Tournament）及超過300個關卡，在手機上體驗與超過一百名英雄實時策略戰鬥的遊戲。

## 遊戲簡介

### 遊戲玩法
從遊戲裡進入打鬥後，玩家以上、下、左、右、攻擊、跳躍、防禦七種基本指令作出動作，以及特殊指令4項對電腦玩家作出指令。玩家剛開始可以自由選擇三名角色，其他隱藏角色則需要逹到「角色一覽」中所列的條件才可解封。遊戲可供3個玩家在同一電腦控制，最多更可以同時有12個玩家選擇4部電腦連線對戰（戰爭模式下4人）。

### 遊戲模式
目前遊戲設有 VS 模式、故事模式及戰爭模式，其中 VS 模式可選擇加入士兵，模擬戰爭，故事模式則暫時設有7章，而戰爭模式有三款地圖，七種戰爭勢力，分別是1對1、2對2、1對2、1對3、1對1對1(即三人混戰)、1對1對1對對1(即四人混戰)以及1對1對2，更有四種預設勢力，分別是楚河漢界、割據四方、三國鼎立及兵出祁山。佔領金鑛可賺錢協助購兵，佔領軍營可增加出兵據點。若有士兵死亡，則有後備補充出現(自動/人手)，直至後備耗盡時，便需額外付費補充士兵。戰勝條件為攻陷所有敵方的城堡。

## 遊戲角色

### 龍族
- 聖殿武士團
  - Yaga八神：龍族聖殿領袖（大長老），以刀為武器，經歷過兩次人魔大戰，武功極高，保護著英雄之劍及封印著大魔王的幽冥之壺的秘密。(手機版已推出)
  - Lincoln龍軒：龍奧、龍介之父，在十五年前的人魔大戰中使用了灌入三賢者戰鬥力的英雄之劍成功封印大魔王。(尚未推出)
  - Super Lincoln超級龍軒：龍軒拔出英雄之劍，獲得了舉世無雙的力量，擊敗了大魔王。然而卻因為鳳族人怕龍軒的力量會對他們不利，慶功宴中設計將龍軒毒死。	(尚未推出)
  - Leo龍奧：天才型劍士，是人類與魔族大戰中倖存下來的孤兒，領悟力極強，只要對方出招重複第2次就能避開(除昇龍斬)，是八神最心愛的弟子，八神視他為大長老(聖殿領袖)的繼位人。
  - Lucas龍介：萬能型劍士。是人類與魔族大戰中倖存下來的孤兒，亦是八神最年輕的徒弟。其絕招昇龙斩乃他的哥哥龍奧所傳授。英雄之劍的繼承者。
  - Super Lucas超級龍介：龍介拔出英雄之劍後，能力大量提升的狀態。但能量不穩定。(尚未推出)
  - Drew褚英：近攻力量型戰士。戰後孤兒，八神的徒弟。爽直重義，與龍介、承影年紀相若，感情甚笃。
  - Shawn承影：遠攻型射箭手。戰後孤兒，八神的徒弟。勇敢果斷，與龍介、禇英年紀相若，感情甚笃。
  - Eason劍客刃遜：年輕時代的刃遜。武器為刃遜父親所留給他的寶劍。當時未曾領略「無劍勝有劍」的奥義。
  - Eason刃遜（變身前）：龍族聖殿大師兄，乃聖殿第一高手，八神的大弟子。身份是貴族後裔，夢想是成為史上最強的聖殿武士，為死去的父母親人和龍族人報仇。他意識到師弟龍奧潛能，並視其為假想敵。為領略「無劍勝有劍」的奥義，放棄用劍。
  - Eason刃遜（變身後）：刃遜為了遵守和小櫻的約定，拔出死神之劍，能力大量提升後的狀態。
  - Legge萊格：使鞭好手。八神的第二名徒弟。沉默寡言，視師兄刃遜為他親哥哥一般。
  - Vivian小櫻：刃遜、萊格童年至今的好友，同為戰後孤兒，由於未能通過聖殿測試，沒有成為聖殿武士，曾經當過聖殿的二等兵。之後為了幫刃遜檔利佛魔的攻擊，不幸被利佛魔殺死。
  - Taylor泰來：輔助型魔法師。八神的第三名徒弟。冷靜沉著，心思細密，為聖殿的第一智囊。
  - Jenny解玲：防守型鋼槍手，戰後孤兒，外柔内剛，視為師兄龍奧為偶像。
- 其他龍族角色
  - Jason結成: 龍族飛刀手，擅長飛刀攻擊，因其家人死於鳳族軍隊之手，故匿藏鳳族境內，等待報復機會。
  - Gordon戈登：龍族戰斧悍將，擅長攻突破性攻擊。身經百戰，與聖殿武士團負責龍族東部邊防工作。
- 皇家軍隊
  - Saws索思: 北部皇家軍隊將軍，以槌為武器，為人貪功近利，與摩爾族一戰中，為了取得功勞，刻意等待刃遜軍隊五癆七傷後才派兵功擊摩爾族，希望把消滅敵人的功勞盡歸己有。(手機版以推出)
- 故事角色
  - Temple three Sage聖殿三賢者：聖殿的三位高手，在人魔大戰中犧牲自己將戰鬥力灌入英雄之劍封印了大魔王。於第4話對話中提到。
  - Chris小春: 刃遜訓練的士兵之一。
  - Sherwood細榮: 刃遜訓練的士兵之一。

龍族神器
- Sword of Hero英雄之劍：十五年前擊敗大魔王的神器，注入了聖殿三賢者的能量。龍軒死後，聖殿武士團負責守護此神器並找出繼承者。

### 鳳族
- 鳳族劍神
  - Trevor追風：曾提出馭氣、馭劍、人劍及無劍的劍說，認為無劍勝有劍，是用劍的最高境界。多年前和龍族聯手擊退大魔王。使用的鳳凰之劍可變成盔甲，無劍狀態爆發時會和人合體成為強大的戰士。(尚未推出)
- 鳳族三巨頭
  - Iczzy冰森：鳳族三巨頭之一，擅長冰系招式，心高氣傲，只聽令比他強勁的人。
  - Heater赤木：鳳族三巨頭之一，擅長火系招式，性格火爆衝動，卻很重情義。
  - Raye雷殷：鳳族三巨頭之一，擅長雷系招式，三巨頭中最為健碩，不過亦是最機智的一個。
  - Flezzer天尊：三巨頭合成體(同人創作，非官方設定角色)。
- 其他鳳族角色
  - Sinan善男：鳳族巫師，擅長黑魔法，能培育魔族內境裡的魔獸。
  - Titto滔滔：鳳族將領，體型肥胖，擅長體術攻擊。囂張傲慢，一直暗戀他的上司善男。
  - Giggs杰斯：鳳族使棍好手，滔滔的手下，自視甚高，與龍族戰鬥時卻經常逃命。

鳳族神器
- Phoenix Sword鳳凰之劍：鳳族皇帝賜給劍神追風的一把武器，可和人合而為一。第二次人魔大戰後下落不明。

### 摩爾族
- Livemore利弗魔（變身前）：摩爾族人的首領,擅長用拳腳攻擊，為了使其族民眾(包括自己)擁有長生不死之軀，打算獻死神之劍給大魔王，迎接大魔王的來臨。曾率軍攻打龍族,與刃遜決一死戰，不幸敗北。
- Livemore利弗魔（變身後）：拔出死神之劍後，能力大量提升的狀態。殺害刃遜的知己小櫻後，而後被領悟了(無劍勝有劍)的刃遜殺死。

摩爾族神器
- Sword of Azrael死神之劍：摩爾族人打算獻給大魔王的神器，獲得長生不死之軀。其使用時體力會瞬間恢復，並獲得強大的能量。是一件充滿魔性的武器，所以聖殿條約禁止聖殿武士們觸碰邪惡的兵器(但刃遜還是使用了)。

### 魔族
Azrael大魔王：魔族的首領，於十五年前被龍軒封印於幽冥之壺，上面的預言寫著，封印期滿後，大魔王將會於龍軒之子的肉體身上復活。擁有舉世無雙的力量。(手機版已推出)	 
魔族神器
- Sword of Azrael死神之劍：大魔王使用的武器，戰後落入摩爾族。

### 士兵角色
龍族
- 村民*婦人
- 步兵*弓兵*騎兵
- 鐮刀手*鐮刀手（騎）
- 劍士

鳳族
- 步兵*弓兵*騎兵
- 山賊*山賊（騎）*飛刀手*鐮刀手*鐮刀手（騎）
- 力士*術士*魔獸騎兵
- 冰之傀儡*地獄亡靈

摩爾族
- 山賊*山賊（騎）
- 斧兵*棍兵*狼牙棒兵*三角騎兵

預計 HF 到最終階段會有約（或多於）40名角色。另外，大部份士兵角色可在戰爭模式使用(電腦版)。

### 引擎

#### 坐騎系統
作者在 HF 中，製作了戰爭的場面，所以加入了「坐騎系統」，以加強將領們的氣勢,而且使用坐騎系統不會減小耐力值。作者認為在以往的一些遊戲中都有坐騎系統，但坐騎除了有型和速度外，一般都沒有什麼用處，英雄在「坐騎」上時，彷彿被封印了大部份的招式，如要認真戰鬥，都必須「下馬」。所以作者希望在 HF 中，能夠改善這種弊處。騎馬時如果↓↑攻擊的話，會使用騎具自帶的攻擊效果，并且按↑ ↓攻击 会出发抓取效果（可以抓取敌人和地上的物品）。

#### 多重捲軸
在作者以往所製作的多重捲軸的背景，全部都只能橫向移動。在 HF，遊戲畫面會放大、縮小，以及上下移動，所以背景的圖層，會作出縱向及遠近的捲軸效果，務求表現出境深的立體感。

## 發展歷程
《英雄大作戰》是《小朋友齊打交系列》作者王國鴻（Marti Wong，昵称小熊）負責開發，他與王浩然（Starsky Wong）完成《小朋友齊打交2》的整個開發後，繼而於2008年8月在個人網站宣佈開發名為《英雄大作戰》的遊戲。
HF 採用Flash程式編寫，與《小朋友齊打交2》一樣是個混戰型動作遊戲，而且有相同的玩法。於2009年7月31日首次推出0.1版，當時只以對戰模式為主。其後作者積極努力及多次更新，並加入更多遊戲的角色及更新多個遊戲模式，例如故事模式、戰爭模式及連線模式，亦都多次改善了背景設計及鍵盤操作。
电脑版的《英雄大作戰》推出三年后，已累积约一百万名用户，王國鴻推出了付费高级用户，通过付费即可获取特殊角色。然而中国大陆有黑客破解了此游戏，推出不用付费即可获取特殊角色的版本，这使得王國鴻失去了付費買角色的收入來源。同期，原来与《英雄大作戰》合作的广告商也突然解散。于是王國鴻推出手机版的《英雄大作戰X》并放弃对电脑版的更新，也关闭了电脑版的新用户注册通道。而该手机版也遭到了破解。

## 跟 LF2 的比較
- HF以Flash製作，LF2以C++製作。
- 連線模式更多樣化，可選擇採取房間連線或IP連線。玩家可自行建立遊戲房間。
- 各部件模型变大，且角色实时数据不再显示于顶端。
- 新增了玩家位置座標，以免玩家在混戰中找不到自己的角色。
- 新增了坐騎，部份招式在坐騎上依然有效。
- 新增了耐力值（SP），一些令角色迅速移動的動作，都會消耗耐力值。
- 攻擊招式變少。
- 新增了等级系统，以及与之对应的"無等级化"选项。
- 新増了角色一覽及介紹，使玩家對角色資料一目了然。
- 暫時，部份角色需要付款購買
- 每個角色的HP都各有不同，而非每個角色的HP皆500。
- 當角色的 HP 少於50%時，HP才會自動回復。而非受到傷害時有2/3是可回復的深紅色HP。
- 等级化状态下角色出招需消耗一定数值的MP，无等级化时则沿袭百分比计算规则。
- 女角數量比 LF2 更多。
- 雖然沒有 LF2 的角色，但許多音效跟招式都直接承襲自 LF2，從人物中也能看出 LF2 角色的影子。
- 出招方式與 LF2 不盡相同，有不少是源自 LF 的控制方式。
- VS模式加入了使用士兵的功能，使對戰的規模更大。
- 除VS模式外,還有故事模式和戰爭模式，比起 LF2 的闖關模式更加吸引。
- 容易難度下，可以對躺在地上的所有角色作攻擊，其他難度下不能對躺在地上的BOSS角色作攻擊。
- HP 補給品不再是牛奶，取而代之的是紅色補給品，效果為一次性補充少量HP值。
- MP 補給品不再是啤酒，取而代之的是藍色補給品，效果為 MP 暫時性全滿不減。
- 巨形物件不再從天而降，而是由玩家控制出現與否及出現數量。
- 對電腦同伴的指令更多，而且由額外設置的鍵控制，減少了按鍵衝突。
- 取消功能鍵F6-F9。
- 角色與角色各自向對方跑動時，會撞在一起，不會直接穿透。
- 角色HP接近0時不會見血。
- VS模式時,背景會慢慢自動收窄。
- 動作技巧比LF2多樣化（如跳內斬,蜈蚣彈等）
- 持续性帶走/跑動動作的招式可通過按相反方向鍵解除，而非防禦或跳躍鍵，有助減少按鍵衝突和連接其它招式的時間。
- 場地較小，令玩定不能有效地進行拉打戰術。（須調整）
- 帶防禦判定的動作非常多，減少相殺的程況。
- 空中、跑步中可以防禦，減少破綻。
- 在空中還可以生效的招式非常多，令攻擊方式更多元化。